# Lester Bowie
Lester Bowie (Frederick, 1941. október 11. – Brooklyn, 1999. november 8.) amerikai dzsessztrombitás, zeneszerző, zenekarvezető. A Chicago Art Ensemble alapító tagja. Az Association for the Advancement of Creative Musicians egyesület tagja.

## Pályafutása
A Maryland állambeli Bartonsville-ben született. St. Louisban nőtt fel. Ötéves korában a profi zenész édesapjával kezdett trombitálást tanulni. 1966-ban Chicagóba költözött, ahol stúdiózenészként dolgozott. 1968-ban megalapította az Art Ensemble of Chicago-t John Mitchellel, Joseph Jarmannel és Malachi Favors-szal. Ennek a zenekarnak a tagja maradt élete végéig, és tagja volt Jack DeJohnette New Directions kvartettnek is.
Élt és dolgozott Jamaicában és Nigériában, ahol Fela Kutival játszott és felvett vele lemezeket. Bowie színpadi megjelenése − fehér laboránsköpenyben, kettéválasztott kecskeszakállal − része volt az Art Ensemble színpadi műsorának.
Olyan blueszenészekkel játszott, mint Little Milton, Albert King, Solomon Burke, Joe Tex és Rufus Thomas. 1965-ben Fontella Bass zenei igazgatója lett. Társalapítója volt a Black Artists Group (BAG)-nak St. Louis-ban.
1984-ben megalakította a Lester Bowie's Brass Fantasy-t, egy rézfúvós együttest. Ezzel a csapattal Whitney Houstonnal, Michael Jacksonnal,  Marilyn Mansonnal  rögzítettek számokat. New York-i együttesben James Carter és Amina Claudine Myers szerepelt.
Az 1980-as évek közepén tagja volt a The Leaders jazz szupergroupnak is. Noha avantgárd zenészként tekintenek rá, Bowie a trombita egész történetének technikáit igénybe vette. Zenéjét humoros poénokkal, blöffökkel, morgással, zenei viccekkel tarkította. A reggae és a ska iránti affinitását példázza a „Ska Reggae Hi-Bop” című szerzeménye.
Az afroamerikai közösségnek az AIDS-járvány tudatosítására és támogatására szolgáló albumát a Time magazin „Az év albumának” nevezte.
Bowie 1999-ben májrákban halt meg. A következő évben bekerült a Down Beat Jazz Hall of Fame-be. 2001-ben a chicagói Art Ensemble felvette a „Tribute to Lester” című művet. 2020-ban Bowie egy falfestményre került szülővárosában, amelyet Rafael Blanco készített.

## Lemezválogatás
- 1974-1982: Mirage (Julius Hemphill, John Stubblefield, John Hicks, Cecil McBee, Charles Bobo Shaw, Don Moye)
- 1978: The Fifth Power (Arthur Blythe, Amina Claudine Myers, Malachi Favors, Phillip Wilson)
- 1981: The Great Pretender (Hamiet Bluiett, Fred Williams)
- 1985: I Only Have Eyes for You
- 1986: Mudfoot The Leaders (A.Blythe, C.Freeman, K.Lightsee, C-McBee und D.Moye)
- 1989: Serious Fun (Stanton Davis, Steve Turré, Frank Lacy, Vincent Chancey, Bob Stewart, Vinnie Johnson, Don Moye)
- 1991: The Organizer (Steve Turré, James Carter, Amina Claudina Myers, Phillip Wilson, Don Moye)
- 1992: The Fire This Time
- 1997: The Odysee of Funk and Popular Music Vol. 1 (Joseph Bowie, Gary Valente, Bob Stewart)
- 1997: When the Spirit Returns

## Filmek
- Lester Bowie az IMDb-n

## Díjak
- Down Beat Jazz Hall of Fame

## Fordítás
Ez a szócikk részben vagy egészben  a   Lester Bowie című angol Wikipédia-szócikk ezen változatának fordításán alapul.  Az eredeti cikk szerkesztőit annak laptörténete sorolja fel. Ez a jelzés csupán a megfogalmazás eredetét és a szerzői jogokat jelzi, nem szolgál a cikkben szereplő információk forrásmegjelöléseként.